# پورنما
پورنما (به لاتین: Purnema) یک منطقهٔ مسکونی در روسیه است که در استان آرخانگلسک واقع شده‌است.